# Kinna-Fritsla församling
Kinna-Fritsla församling är en församling i Marks och Kinds kontrakt i Göteborgs stift. Församlingen ligger i Marks kommun i Västra Götalands län och utgör ett enförsamlingspastorat.

## Administrativ historik
Församlingen har medeltida ursprung under namnet Kinna församling. 1 januari 2024 införlivades Fritsla-Skephults församling och namnet ändrades då till Kinna-Fritsla församling.
Den 1 januari 1969 överfördes till Kinna församling från Seglora församling ett område med 483 invånare och omfattande en areal av 2,61, varav 2,60 land. I området ingick hela tätorten Rydal.
Församlingen var till 1962 annexförsamling i pastoratet Örby och Kinna som till 1570 även omfattade Svänasjö församling. Från 1962 till 2018 utgjorde församlingen ett eget pastorat, för att därefter ingå i Kinna-Fritsla pastorat.

## Kyrkor
- Kinna kyrka
- Fritsla kyrka från 2024
- Skephults kyrka från 2024